# Alvechurch
Alvechurch est un village et une paroisse civile du Worcestershire, en Angleterre. Il est situé dans la vallée de la rivière Arrow, à une quinzaine de kilomètres au sud de Birmingham. Administrativement, il relève du district de Bromsgrove. Au recensement de 2001, il comptait 5 316 habitants.